# 白簱史朗
白簱 史朗（しらはた しろう、1933年2月23日 - 2019年11月30日）は、日本の山岳写真家。ヒマラヤを始めとする世界の峰、日本国内の名峰を四季にわたって数多く撮影し、発表してきた。特にライフワークとして南アルプスの写真を多く撮影している。

## 略歴
- 1933年（昭和8年）2月23日 - 山梨県北都留郡広里村（現大月市）に生まれた。育った土地の周囲は全て山であったという[1]。
- 1945年（昭和20年）3月 - 大月東小学校を卒業した[2]。
  - 8月13日 - 空襲で自宅が半焼した[3]。
- 1948年（昭和23年）3月 - 大月東中学校を卒業した。進学希望はあったが家庭の事情で[4]高校には進学せず家事を手伝っていた[5]。
- 1951年（昭和26年）1月 - 父に写真志望を打ち明け、協力を求めた[6]
  - 3月下旬 - 岡田紅陽と面会。父からの熱心な願いに根負けしたのか「とにかくよこしてみなさい」ということになったという[7]。
  - 4月15日 - 岡田紅陽に師事、5年間内弟子として過ごした[8]。この5年間で自主的な山行は生まれ故郷付近の低山を日帰りで3回に留まった[9]。
  - 7月13日 - 岡田紅陽の荷物持ちで富士山に登り南アルプスを遠望して[10]、山岳写真を生涯の職業とする旨思い定めた[11]。
- 1952年（昭和27年）8月 - 岡田紅陽の荷物持ちで赤抜沢の頭から北岳を見て、一生を山に生きる決心をした[12]。
- 1958年（昭和33年） - フリーランスの写真家として独立した。しかし対人関係に疎く、騙されることも多く、何度も職を変えた[13]。
- 1961年（昭和36年） - 『山と溪谷』3月号にカラー写真が掲載され、朋文堂主催の『山岳写真精鋭一二人展』に選ばれた。
- 1962年（昭和37年）4月15日 - 山岳写真家として独立。金と時間が許す限りがむしゃらに入山し[14]、1963年までの入山日数は独立前の10年間の入山日数を超える入山237日となった。この後は1980年まで少ない年でも130日、多い年は200日、平均150日前後程度入山した[15]。
  - 8月17日 - 中央アルプス縦走中に、後に妻となる女性と出会った。第一印象は「この人は何の苦労もなく、いい気になって山などを遊びまわっている。のんきな身分でうらやましい」だったという[16]。
- 1965年（昭和40年）11月29日 - 結婚。この時までに結婚資金として準備してあったお金でリンホフスーパーテヒニカとライカM3を購入し、結婚式が3回延期された[17]。
- 1966年（昭和41年）8月6日 - コー・イ・セフェに初登頂した。
- 1968年（昭和43年） - 日本山岳写真集団を創設した。
- 1976年（昭和51年）8月 - ソヴィエト連邦最高峰のコミュニズム峯7,495m（現在の名前はイスモイル・ソモニ峰）登頂[18]。
- 1980年（昭和55年） - 1月までの累計入山日数は451回の山行で2866日に達していた[15]。

日本を代表する山岳写真家として、高い評価を受けている。山岳写真のほか、風景写真などを中心に活動を続け、写真集などの刊行物を多数出版している。
- 日本高山植物保護協会会長
- 山岳写真の会「白い峰」会長
- 日本山岳会終身会員
- 日本写真家協会会員

などを歴任。
- 2019年（令和元年） - 11月30日午後10時35分、腎不全のため静岡県伊豆の国市の病院で死去。86歳没[20]。

## その他
- 雑誌『山と溪谷』に2006年12月号まで長期にわたり、「白簱史朗の人生相談」を掲載。ユーモアを交えた軽妙な筆致が人気を呼んだ。一般に酒豪として知られるが、本人は世の中からアルコールを失くすため、世の中のアルコールというアルコールを一人で引き受けるボランティア活動の一環であると主張している。

- 山梨県南巨摩郡早川町奈良田486 「奈良田の里」内に早川町立「南アルプス山岳写真館・白簱史朗記念館」が開設されている。

- 2006年6月に、財団法人『キープ協会』が発行する2007年のカレンダー作成のため、同協会に写真のフィルムを譲渡したが、その後、同協会が紛失したことが発覚。その後2009年10月に同協会は、白簱に対し約3,000万円の損害賠償をすることで合意したが、同時に同協会は、カレンダーの製作を依頼した『サンニチ印刷』（山梨日日新聞社の関連会社）に預けた後紛失したとして、サンニチ印刷にも賠償を求めている[21][22]。

## 主な作品集
- 『南アルプス』（朝日新聞社 1970年8月）、解説上田哲農
- 『写真集　白簱史郎　富士山』 （山梨日日新聞社 1999年12月）
- 『北アルプス礼讃白簱史朗写真集』（新日本出版社 2001年1月）
- 『白簱史朗の百一名山』 （山と溪谷社 2001年4月）
- 『富士山風光200景 日々刻々と変化する富士山の撮影ポイントとガイド』（日本カメラ社 2003年4月）
- 『日本と世界の名峰を讃う』（日本カメラ社 2003年8月）
- 『山、わが生きる力』（新日本出版社 2003年8月）
- 『富士四季讃歌』（朝日新聞社 2005年1月）
- 『白籏史朗の甲斐山歌』（新日本出版社 2008年）
- 『富士百景』（山と渓谷社、2009年）
- 『圏谷のシンフォニー　北アルプス・穂高涸沢』（山と渓谷社、2009年）
- 『名峰・日本縦断　白籏史朗写真集』（新日本出版社、2013年）